# Steven Coenegrachts

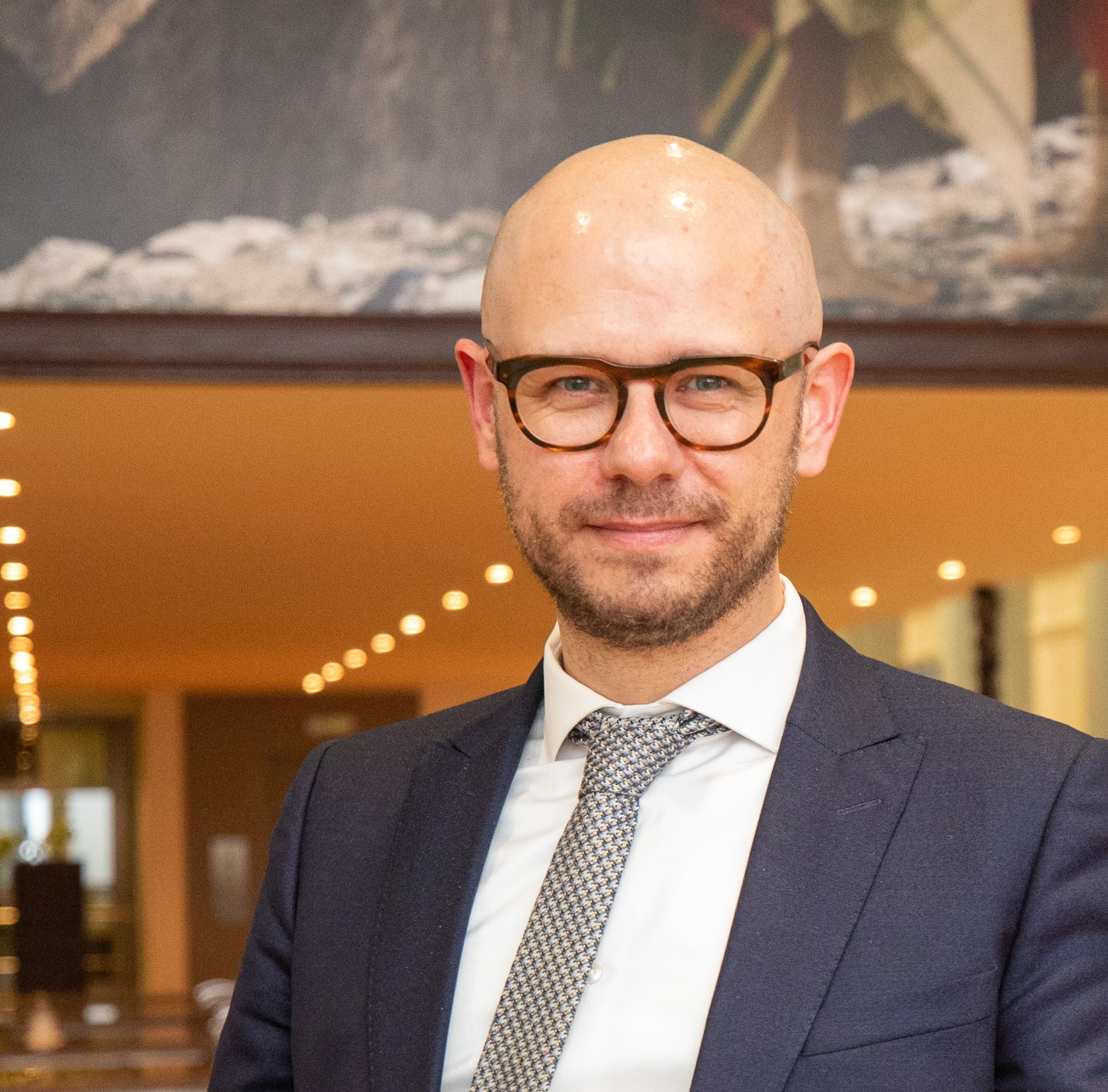
Steven Coenegrachts

Steven Coenegrachts (Tongeren, 14 juli 1985) is een Belgisch politicus voor Open Vld.

## Levensloop
Coenegrachts behaalde in 2006 een bachelor in Europese Studies en in 2007 een master in European Law School aan de Universiteit Maastricht en behaalde in 2009 een diploma Europese Sociale Zekerheid aan de Katholieke Universiteit Leuven.
Na zijn studies liep hij stage op het kabinet van toenmalig minister van Buitenlandse Zaken Karel De Gucht. Daarna werkte hij van 2008 tot 2013 als parlementair medewerker in de Kamer van volksvertegenwoordigers: eerst van 2008 tot 2009 voor Kamerleden Bruno Steegen en Ine Somers en daarna van 2010 tot 2013 voor Kamervoorzitter en Open Vld-fractieleider Patrick Dewael. Van 2010 tot 2011 was Coenegrachts ook kabinetssecretaris van Dewael in diens hoedanigheid als burgemeester van Tongeren.
Vervolgens werkte Coenegrachts van 2013 tot 2015 op het kabinet van Igor Philtjens, gedeputeerde van de provincie Limburg en was hij van 2015 tot 2019 regiocoördinator van Open Vld Limburg, een functie waarin hij de organisatie van de partijafdeling in goede banen leidde. Van februari tot oktober 2019 was hij vervolgens nationaal coördinator van de partijwerking van Open Vld. 
In de lokale politiek zetelde Coenegrachts van januari 2013 tot december 2022 in de gemeenteraad van Riemst, waar hij ook fractievoorzitter was voor Open Vld. Eind december 2022 verliet hij de gemeentepolitiek van Riemst om naar Bilzen te verhuizen. Sinds 1 januari 2025 is hij voor de liberaal-socialistische Team Burgemeester gemeenteraadslid in de fusiestad Bilzen-Hoeselt. Daarnaast was Coenegrachts van 2016 tot 2022 lid van de raad van bestuur van de provinciale afdeling van de Liberale Mutualiteiten in Limburg.
Bij de Vlaamse verkiezingen van 26 mei 2019 stond Coenegrachts als eerste opvolger op de Limburgse lijst van zijn partij. In oktober 2019 werd Coenegrachts effectief lid van het Vlaams Parlement in opvolging van Vlaams minister Lydia Peeters. Hij werd er vast lid van de commissies Leefmilieu, Natuur, Ruimtelijke Ordening en Energie en Cultuur, Jeugd, Sport en Media. Tot 30 september 2020 zetelde hij ook in de commissie Landbouw, Visserij en Plattelandsbeleid. Van maart 2021 tot juni 2024 zetelde hij tevens als deelstaatsenator in de Senaat. Van 2019 tot 2024 was Coenegrachts eveneens vast lid van de Benelux Interparlementaire Assemblee en van 2020 tot 2025 plaatsvervangend lid van het Europees Comité van de Regio's. 
Hij werd lijsttrekker van de Limburgse Open Vld-lijst voor de federale verkiezingen van juni 2024 en werd zodoende verkozen in de Kamer van volksvertegenwoordigers. Als Kamerlid ging Coenegrachts zetelen in de commissies Energie, Leefmilieu en Klimaat en Economie, Consumentenbescherming en Digitalisering.